# Szyroka Dacza
Szyroka Dacza (ukr. Широка Дача) – wieś na Ukrainie, w obwodzie dniepropetrowskim, w rejonie krzyworoskim, w hromadzie Karpiwka. W 2001 liczyła 593 mieszkańców, spośród których 519 wskazało jako ojczysty język ukraiński, 50 rosyjski, 21 białoruski, a 3 inny.